# Vincenc Arko
‎
Vincenc Arko, slovenski častnik, * 1971.
Brigadir Arko je pripadnik SV.

## Vojaška kariera
- poveljnik baterije Roland, 1. bataljon ZO SV (2001)